# Jicchak Kister
Jicchak Kister, hebr. יצחק קיסטר (ur. 17 października 1905 w Mościskach, zm. 25 listopada 1999 w Jerozolimie) – izraelski sędzia.

## Życiorys
Urodził się 17 października 1905 w Mościskach. Jego ojciec Juda Hersch (Herman) był prowadzącym metryki izraelickiej i urzędnikiem gminy żydowskiej w Mościskach. Był bratem Franciszki (ur. 23 lipca 1905), Jechiela Mojżesza (ur. 1907), Me’ira Jacoba (1914-2000, arabista).
27 września 1924 zdał egzamin dojrzałości w Państwowym Gimnazjum im. Królowej Zofii w Sanoku (w okresie nauki szkolnej był określany jako Izaak Kister). Studiował na Wydziale Prawa Uniwersytetu Jana Kazimierza we Lwowie, w 1929 uzyskał tytuł magistra praw, w 1932 obronił doktorat.
W 1935 osiadł w Izraelu. Tam pracował w zawodzie prawniczym, jako sędzia. Od 1965 do 1975 był sędzią Sądu Najwyższego. Od 1969 do 1992 był prezesem Stowarzyszenia Rodzin Potrzebujących w Jerozolimie. W 1978 otrzymał doktorat honoris causa Uniwersytetu Bar-Ilana.
Został pochowany na cmentarzu na Górze Oliwnej.